# Letnie przesilenie
Letnie przesilenie (niem. Unser letzter Sommer) – polsko-niemiecki dramat wojenny z 2014 roku w reżyserii i według scenariusza Michała Rogalskiego.
Sceny plenerowe filmowano na Dolnym Śląsku (w Jaworzynie Śląskiej, Udaninie i Borowie), a także na Mazowszu i w Niemczech (Brandenburgia i Saksonia).

## Treść
Dramat ukazujący okupację niemiecką z perspektywy prowincjonalnego polskiego miasteczka i z punktu widzenia dwóch młodych ludzi wkraczających w dorosłość – Polaka (Romek) i Niemca (Guido). Na miejscowej stacji pośrednio stykają się z tragedią Żydów przewożonych pociągami do miejsc zagłady. W nienormalnych warunkach życia każdy z nich staje wobec konieczności nagłego podejmowania dramatycznych decyzji i dokonywania wyborów świadczących o ich dojrzałości i człowieczeństwie.

## Obsada
- Filip Piotrowicz – Romek
- Jonas Nay – Guido
- Urszula Bogucka – Franka
- Maria Semotiuk – Bunia
- Steffen Scheumann – oberleutnant
- Bartłomiej Topa – Leon
- Gerdy Zint – Odi Strasser
- André Hennicke – hauptwachtmeister
- Agnieszka Krukówna – matka Romka
- Milena Lisiecka – matka Franki
- Anita Poddębniak – kucharka Tereska
- Konstanty Zadworny – oficer sowiecki
- Krzysztof Czeczot – Karwan
- Juliusz Krzysztof Warunek – Karpiuk
- Bartłomiej Kotschedoff – brat Buni
- Adam Szyszkowski – zawiadowca stacji

## Nagrody i wyróżnienia
- 2015 – nagroda za scenariusz dla Michała Rogalskiego na Festiwalu Filmowym w Montrealu
- 2015 – nagroda za zdjęcia dla Jerzego Zielińskiego na Festiwalu Polskich Filmów Fabularnych w Gdyni
- 2015 – nagroda za drugoplanową rolę kobiecą dla Marii Semotiuk na Festiwalu Polskich Filmów Fabularnych w Gdyni
- 2015 – „Złote Kociaki”, nagroda Młodzieżowej Rady Miasta na Festiwalu Polskich Filmów Fabularnych w Gdyni
- 2015 – nagroda główna w Konkursie Filmów Polskich dla Jerzego Zielińskiego i Michała Rogalskiego na Międzynarodowym Festiwalu Sztuki Autorów Zdjęć Filmowych "Plus Camerimage" w Bydgoszczy
- 2016 – nagroda specjalna jury na festiwalu filmów w Tarnowie
- 2017 – nominacja w kategorii najlepsze zdjęcia dla Jerzego Zielińskiego do Polskiej Nagrody Filmowej „Orzeł”
- 2017 – nominacja dla Jerzego Zielińskiego do Nagrody PSC (Stowarzyszenia Autorów Zdjęć Filmowych)